# Stowarzyszenie Wspólnota Kulturowa Borussia
Wspólnota Kulturowa Borussia – stowarzyszenie prowadzące działalność lokalną / regionalną i międzynarodową z siedzibą w Olsztynie.

## Historia
Zebranie założycielskie Wspólnoty Kulturowej „Borussia” odbyło się 25 września 1990 w kaplicy św. Anny dawnego zamku kapitulnego w Olsztynie. Na zebraniu tym przyjęto Statut i „Deklarację programową”. „Borussia” to zlatynizowana nazwa Prus.
Z „Deklaracji programowej”:
„Wspólnota Kulturowa „Borussia” jest stowarzyszeniem międzynarodowym, którego założyciele pochodzą z Warmii i Mazur, z byłych Prus Wschodnich, z ziemi przez wieki zamieszkiwanej przez ludność wielokulturową i wielonarodową. Chcemy poprzez pełniejsze poznawanie regionalnej przeszłości, stosunków politycznych i narodowościowych, wartości kulturalnych, artystycznych i cywilizacyjnych krytycznie i twórczo dążyć do budowania nowej wiedzy, nowej kultury i postaw życiowych.”
Stowarzyszenie liczy obecnie 180 członków, głównie z Polski, lecz także z Niemiec, Rosji. „Borussia” współpracuje z organizacjami i instytucjami z takich krajów jak: Niemcy, Francja, Ukraina, Litwa, Rosja, Białoruś,.
W latach 1991–2017 ukazywał się wydawany przez Wspólnotę kwartalnik „Borussia. Kultura. Historia. Literatura”, wyróżniony m.in. w 1997 r. nagrodą paryskiej „Kultury” za podejmowanie tematyki regionów pograniczna. Redaktorami naczelnymi byli Kazimierz Brakoniecki oraz Robert Traba.

## Zakres działalności Stowarzyszenia
1. kwartalnik „Borussia, Kultura, Historia, Literatura”
2. program wydawniczy – nazwy serii:
  - „Biblioteka Borussii”
  - „Odkrywanie Światów
  - „Świadectwa”
  - „Miniatury Borussii”
  - „Nowe Życie pod Starymi Dachami”
  - „Kraj-Obrazy”
3. program edukacji obywatelskiej dla młodzieży
4. program współpracy transgranicznej
5. samodzielne projekty

## Współpraca transgraniczna
Celem programu jest podejmowanie działań społecznych o zasięgu międzynarodowym w Polsce i krajach sąsiednich: Rosji, Ukrainie, Białorusi i na Litwie i ułatwienie spotykania się uczestników tych akcji, zarówno na poziomie indywidualnym, jak i organizacyjnym. W tym celu organizuje Borussia międzynarodowe konferencje, seminaria i szkolenia.

## Międzynarodowa wymiana młodzieży
Borussia organizuje projekty międzynarodowej wymiany młodzieży, stale współpracuje z organizacją Polsko-Niemiecka Współpraca Młodzieży (Deutsch-Polnisches Jugendwerk). W uznaniu tej działalności otrzymała w 1996 r. „Młodzieżowego Oskara” hamburskiej fundacji Körbera.
Borussia organizuje od 1992 r. międzynarodowe szkolenia uczniów i studentów z Polski, Niemiec, Francji, Rosji, Litwy, Ukrainy i Białorusi. We współpracy z partnerskimi organizacjami podejmuje tematykę historii regionu i przemian społecznych. Borussia organizuje międzykulturowe warsztaty ekologiczne, fotograficzne, muzyczne, artystyczne i teatralne. 

## Programy edukacyjne dla wolontariuszy
Od 1991 r. Borussia pracuje z młodymi wolontariuszami, angażując ich w działania na rzecz innych i oferując im szkolenia z zakresu edukacji obywatelskiej. Organizuje także warsztaty tematyczne i workcampy dla wolontariuszy. Od 1991 r. nieprzerwanie gości u siebie co roku międzynarodowych wolontariuszy, którzy wspierają działalność edukacyjną i kulturalną organizacji. Obecnie Borussia uczestniczy w Programie EU "Europejski Korpus Solidarności", goszcząc u siebie wolontariuszy z zagranicy oraz przygotowuje i wysyła na staże wolontariackie w innych krajach młodzież z Polski. Borussia prowadzi także szkolenia i warsztaty dla młodzieżowych liderów z regionu.
W latach 2005–2012 Stowarzyszenie realizowało projekt „Międzynarodowy wolontariat w ochronie krajobrazu kulturowego na Warmii i Mazurach”. Program miał na celu umożliwienie młodzieży z Polski, Niemiec i Rosji (obwód królewiecki) współpracę z instytucjami ochrony zabytków i organizacjami wymiany kulturalnej pod opieką merytoryczną i pedagogiczną organizacji. 

## Program „Dom Mendelsohna”
Dzięki zaangażowaniu środowiska olsztyńskiej „Borussii” w latach 2005-2012 prowadzony został remont dawnego żydowskiego domu oczyszczeń „Bet Tahara” przy olsztyńskim cmentarzu żydowskim. Budynek został wzniesiony w 1913 r. według projektu znanego architekta Ericha Mendelsohna został w latach powojennych znacząco przebudowany, a od końca lat 90. stał pusty i nieogrzewany. Borussia uratowała to wyjątkowe miejsce i od 2005 r. sprawuje nad nim stałą opiekę. Jest to jedyne dzieło niemiecko-żydowskiego architekta w rodzinnym mieście i jedyne ocalałe świadectwo istnienia społeczności niemieckich Żydów w przedwojennym Olsztynie. Od 2013 r. stowarzyszenie wspólnie z Fundacją "Borussia" prowadzi tu działalność edukacyjną i kulturalną w Centrum Dialogu Międzykulturowego DOM MENDELSOHNA.

## Osoby związane ze Wspólnotą
- Kazimierz Brakoniecki
- Hubert Orłowski
- Herbert Monkowski
- Robert Traba